# Wilhelm Floto
Wilhelm Floto (* 14. Juni 1812 in Tangermünde; † 22. Februar 1869 in Braunschweig) war ein deutscher Apotheker und Komödienautor.
Nach der Ausbildung in einer Apotheke studierte er Chemie am Collegium Carolinum in Braunschweig und erhielt bei einem Wettbewerb den ersten Preis. Nach dem Studium wurde er Verwalter und später Pächter der homöopathischen Apotheke in Braunschweig. Durch Kränklichkeit ans Haus gebunden, schrieb er in seiner Freizeit Komödien. Nach mehreren Schlaganfällen starb Floto mit 56 Jahren.

## Werke
- Der grüne Mann oder das Lustspiel auf Wiesenstedt, Lustspiel in 5 Akten (1846)
- Das Sonntagsräuschchen, Schwank in 1 Akt (1846), auf fast allen deutschen Bühnen wiederholt aufgeführt
- Sie kriegen sich, Schwank in 1 Akt (1847)
- Nichts leichter als das, Lustspiel in 5 Aufzügen (1850)
- Die Scheidungsacten als Ehevermittler, Lustspiel in 1 Aufzug (1851)
- Herren-Pfiffe und Diener-Kniffe, Lustspiel in 5 Akten (1852, Umarbeitung von „Nichts leichter als das“), in Berlin mehr als 50 Aufführungen in Folge
- Liebe und Caprice, Lustspiel in 4 Akten (1853)
- Der Hypochondrist, Schwank in 1 Akt (1853)
- Der Friedensstifter, Schwank in 1 Akt (1853)
- Ein Schalk, Lustspiel in 3 Aufzügen (1854)
- Das Haus Holberg, Schauspiel in 5 Aufzügen (1855, zusammen mit Karl Köchy)
- Nur nicht ins Schwurgericht, Schwank (1858)
- Der Zopfabschneider, Schwank in 1 Akt (1858)
- Ein falscher Schiller, Lustspiel in 5 Akten (1860)
- Schiller in Schweinfurt, Posse in 3 Akten (1868, Umarbeitung von „Ein falscher Schiller“)

Mehrere von Floto getextete Lieder sind von Franz Abt vertont worden.